# Syngamóza
Syngamóza je parazitární onemocnění ptáků včetně domácí drůbeže, způsobené parazitickou hlísticí z řádu měchovců srostlicí trvalou (Syngamus trachea). Srostlice se vyznačuje výrazným pohlavním dimorfismem. Samec je mnohem menší než samice a po spáření s ní srůstá, takže dospělá srostlice má tvar písmene Y. Srostlice je parazitem ptáků, cizopasí v jejich průdušnici, kde saje krev. Klade zde vajíčka, které napadený pták vykýchává nosními otvory. Z vajíček se v půdě líhnou larvy, pronikající do těla mezihostitelů, jimiž jsou nejčastěji žížaly, ale také slimáci nebo jiní plži. Konečnými hostiteli jsou ptáci, živící se žížalami včetně bažantů, koroptví a domácí drůbeže. Napadení srostlicí se projevuje dušením, kašlem, celkovou slabostí, chudokrevností a bledými sliznicemi, ptáci často namáhavě, sípavě dýchají s otevřeným zobákem, mláďata zaostávají v růstu. Onemocnění se označuje jako syngamóza. u dospělých ptáků bývá smrtelné jen vzácně, naproti tomu u mláďat může masívní invaze parazitů způsobit úhyn. Choroba se léčí přípravky typu Bibenzol či Symgamix.